# Parábola da Pérola

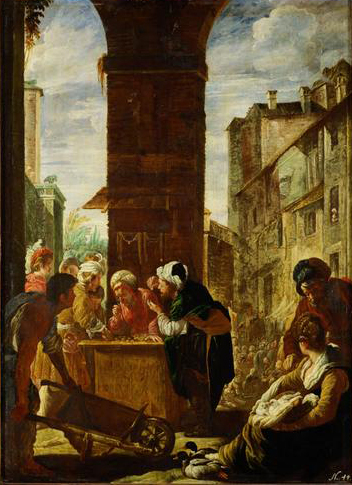
Pérola de Grande Valor.
Por Domenico Fetti, atualmente na Gemäldegalerie do Kunsthistorisches Museum, em Viena.

A Parábola da Pérola ou Pérola de Grande Valor é uma das parábolas de Jesus no Novo Testamento e encontrada em Mateus 13:45–46. A parábola ilustra o grande valor do Reino dos Céus,seguida depois pela Parábola do Tesouro Escondido, que tem um tema semelhante. A narrativa foi retratada por artistas como Domenico Fetti, John Everett Millais e Jan Luyken.
Ela também aparece no apócrifo Evangelho de Tomé.

## Narrativa bíblica
No Evangelho de Mateus a breve parábola segue:
| “ | «Outrossim, o reino dos céus é semelhante ao homem, negociante, que busca boas pérolas; E, encontrando uma pérola de grande valor, foi, vendeu tudo quanto tinha, e comprou-a.» (Mateus 13:45–46) | ” |

## Evangelho de Tomé
No Evangelho de Tomé:
| “ | 76. Disse Jesus: O Reino é semelhante a um negociante que possuía um armazém. Achou uma pérola, e, sábio como era, vendeu todo o armazém e comprou essa pérola única. Procurai também vós o tesouro imperecível, que se encontra lá onde as traças não se aproximam para comê-lo nem os vermes o destroem. | ” |
|   | — Evangelho de Tomé 76. |   |

## Interpretação

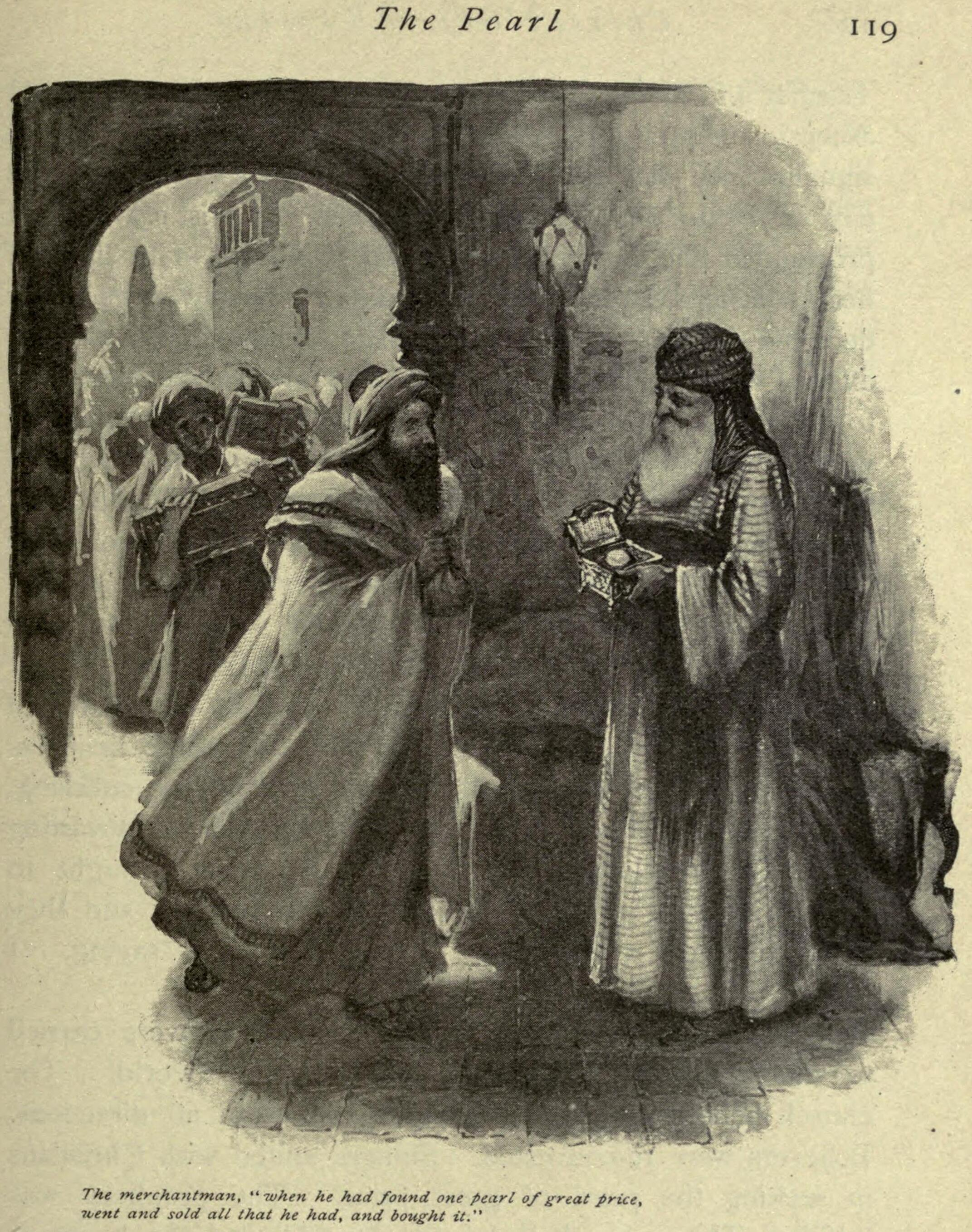
Por um artista anônimo, 1900 Sob o título "The Pearl".

Esta parábola é geralmente interpretada como uma ilustração do grande valor do Reino de Deus (pérolas naquela época tinham um valor muito maior do que o atual), e, portanto, tem um tema semelhante à Parábola do Tesouro Escondido. John Nolland comenta que ela compartilha as noções de "boa sorte e ação decisiva para a conquista do Reino dos Céus" com ela, mas adiciona a noção de "busca diligente". A pérola de grande valor seria o "negócio de uma vida" para o mercador da história. Porém, os que não acreditam no Reino dos Céus o suficiente para apostar seu futuro nela não seriam dignos do Reino.
Esta interpretação da parábola é a inspiração para uma série de hinos, inclusive o hino sueco Den Kostliga Pärlan (Oh, Que Pérola de Grande Preço!), que começa assim:

Oh, que pérola de grande valor! tu a encontrastes?

Tu tens o Supremo Salvador em teu amor?

Oh, considera-o bem antes de responder,

Pois esperas as boas-vindas de cima.

Destes tudo por este tesouro?

Contastes as conquistas passadas como uma perda?

A confiança em ti mesmo e em teus méritos

levaram-te a nada antes de Cristo e Sua cruz?
Uma interpretação menos comum da parábola é que o comerciante representaria Cristo e a pérola representaria a Igreja. Esta interpretação daria a esta parábola um tema similar ao da Ovelha Perdida, da Dracma Perdida e a do Filho Pródigo.
A expressão "Pérola de Grande Valor" também tem sido interpretada de forma mais ampla, como servindo para designar coisas de grande valor em diversos contextos religiosos. Por exemplo, é o título de uma seleção dos escritos de mórmons. O Papa Pio XII utilizou a expressão para descrever a virgindade.
A pérola em si é uma entidade bela e singular, formada através de sofrimento no interior de uma ostra (da mesma forma que os crentes suportam a falta de riqueza e de conforto) e que, como a Igreja, será posta à vista de todos no futuro. Ao contrário das pedras preciosas, que precisam ser cortadas e polidas para revelar sua claridade e beleza, a pérola é perfeita já ao sair da ostra.